# Mala Levada, Horodok
Mala Levada (în ucraineană Мала Левада) este un sat în comuna Kupîn din raionul Horodok, regiunea Hmelnîțkîi, Ucraina.

## Demografie
Componența lingvistică a localității Mala Levada
     Ucraineană (100%)
Conform recensământului din 2001, toată populația localității Mala Levada era vorbitoare de ucraineană (100%).